# Бротон-ин-Фернесс
Бро́тон-ин-Фёрнесс (англ. Broughton-in-Furness) — небольшой город на юге Озерного края в Великобритании. Является частью церемониального графства Камбрия, которое было частью Ланкашира до 1974 года. Город находится на реке Даддон. Впервые упомянут приблизительно в 11 веке в Книге Страшного суда.
В центре Бротон-ин-Фёрнесс располагается обелиск в честь Георга III, установленный в 1810 году.